# Mycerinopsis apomecynoides
Mycerinopsis apomecynoides är en skalbaggsart som beskrevs av Hayashi 1972. Mycerinopsis apomecynoides ingår i släktet Mycerinopsis och familjen långhorningar. Inga underarter finns listade i Catalogue of Life.